# 1939 في السعودية
تحتوي هذه المقالة على أهم الأحداث التي شهدتها السعودية في 1939، إضافة إلى أهم الشخصيات السعودية التي وُلدت أو تُوفيت في هذه السنة.

## السياسة

### الحكم
الملك: عبد العزيز بن عبد الرحمن آل سعود

### تعيينات
- تعيين فؤاد حمزة وزيرا مفوضا في باريس.[1]
- تعيين الشيخ ابراهيم السليمان بن عقيل رئيس ديوان النيابة العامة عضوًا في مجلس الوكلاء بالإضافة إلى وظيفته.[2]
- تعيين عبدالقادر غوث رئيسًا لبلدية المدينة النبوية. [2]

## أحداث
- صدر نظام منع بيع الأدوية في الدكاكين واقتصار بيعها على الصيدليات.[3]
- انتشر وباء الجدري.[4]
- صدور أول ميزانية مالية رسمية.[5]
- زيارة المبعوث الياباني لدى مصر (ماسايوكي يوكوياما) السعودية كأول مسؤول ياباني يزور المملكة، والتقى بالملك عبد العزيز - يرحمه الله - في الرياض.[6]
- وقعت السعودية مع مصر اتفاقية التعمير بالرياض، التي قامت مصر بموجبها بإنجاز بعض المشاريع العمرانية في المملكة.[7]
- عينت الولايات المتحدة بيرت فيش أول سفير لها.
- انتقل الملك عبدالعزيز الى قصر المربع للعيش فيه ليكون مقرًا لسكنه مع أفراد أسرته، ومكان الحكم وتصريف شؤون الدولة، وديوانًا يستقبل فيه زعماء ورؤساء دول العالم.[8]
- بدأ تطبيق "نظام العلامات الفارقة" الذي أصبح اسمه لاحقاً "نظام العلامات التجارية"، والذي يهدف إلى تسجيل العلامات التجارية للشركات والمؤسسات والأفراد وحمايتها.[9]
- تم جلب آلات هاتفية متطورة من الولايات المتحدة.[10]

### يناير
- السعودية تقيم علاقات دبلوماسية مع ألمانيا النازية.[11]

### فبراير
- 7: قيام مؤتمر المائدة المستديرة حول القضية الفلسطينية بين مصر والعراق والأردن والسعودية واليمن ومندوبين بريطانيين، وذلك في قصر سان جيمس في لندن. مثَّل السعودية فيصل بن عبد العزيز آل سعود.[12]

### مارس
- الانتخابات البلدية.

### مايو

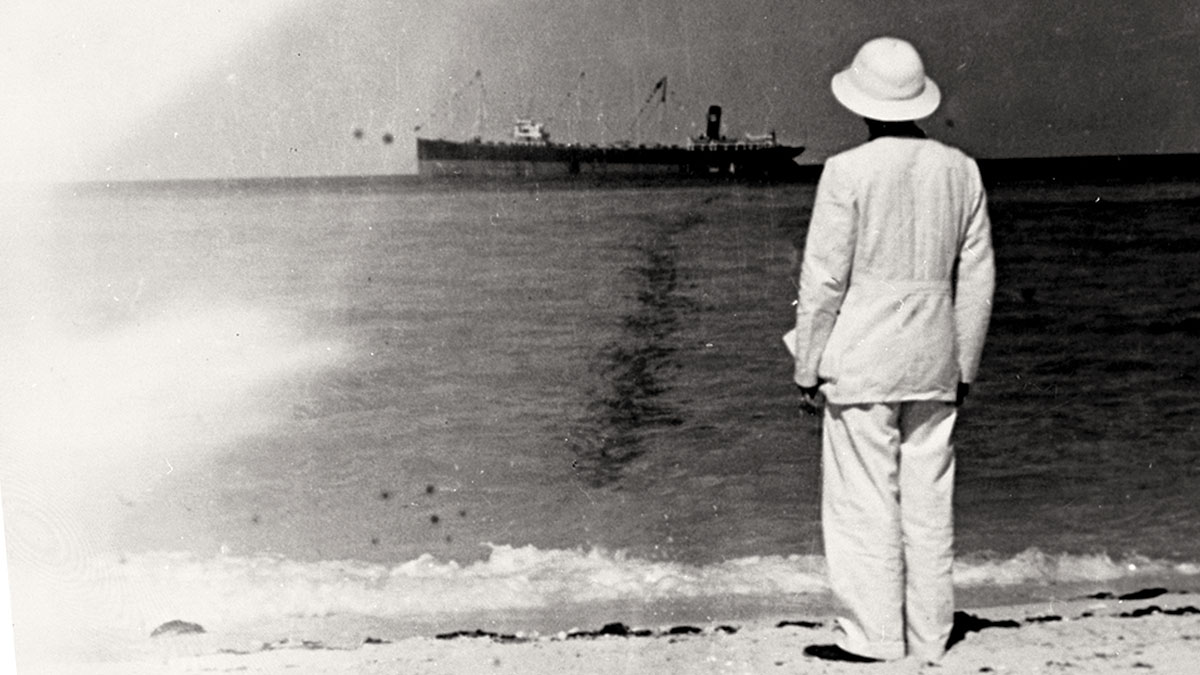
تصدير أول شحنة من النفط الخام إلى سكوفيلد

- 1: تصدير أول شحنة من النفط الخام بخط أنابيب مغمور من رأس تنورة إلى متن ناقلة د. ج. سكوفيلد .[13][14]
- 2: زار الملك عبدالعزيز مملكة البحرين فانطلق بحرا من فرضة الخبر نحو المنامة فوصلها قبل مغرب ذات اليوم برفقة 300 فرد من الامراء والحاشية.[15]

### يونيو
- 9: بناء دار الأيتام بمكة المكرمة برعاية الأمير فيصل بن عبدالعزيز آل سعود.[16]
- 30: اللجنة المشتركة لمسح خط الحدود بين المملكة العربية السعودية والعراق تتوقف مؤقتًا بسبب اشتداد الحر و صعوبة العمل حيث عاد المهندسون السعوديين مع مفتش الحدود الشمالية السابق المكلف إلى الرياض.[17]

### يوليو

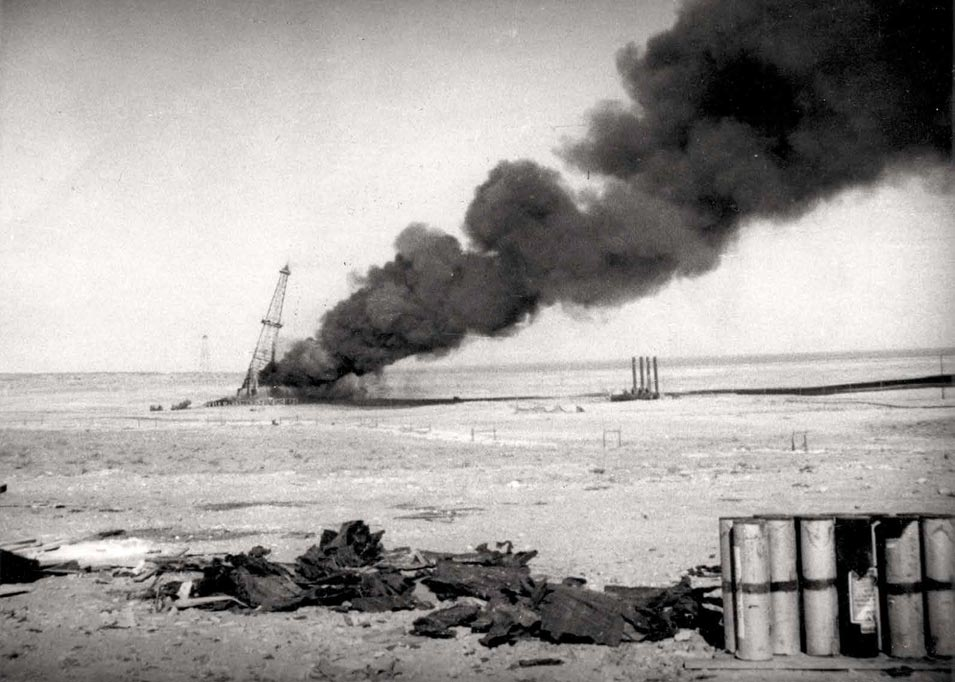
حريق بئر الدمام رقم ١٢

- 7: طلبة المعهد العلمي السعودي ينشؤون مكتبة عامة لهم بالاشتراك في تكوينها مع أفراد من الأساتذة و الطبة و مثقفي الشباب والهيئات العلمية.[18]
- 8: اندلاع حريق في بئر الدمام رقم ١٢، بالقرب من بئر الدمام رقم 7. لا يزال سبب الحادث مجهولاً، لكنه استدعى جهودًا مكثفة لمدة عشرة أيام للسيطرة عليه. أدى إلى مراجعة شاملة لبروتوكولات السلامة وثقافة السلامة داخل شركة أرامكو.[19][14]
- 14: استمرار أعمال مد أسلاك الكهرباء في جميع نواحي المسجد الحرام وقد تم تسيير خط النور الكهربائي من أروقة الحرم و رحابه وفي صحن المطاف والمقامات وبئر زمزم.[20]

### أغسطس
- 18: إقامة مؤتمر كبير من أهل الحل والعقد والرؤساء والزعماء في القصر الملكي في الرياض حضر فيها كبار البطون والأفخاذ والعشائر من القبائل منهم قبائل شمر و حرب و مطير و عتيبة و قحطان والرشايده و عنزه و نجد و العجمان و المرة وسبيع و السهول والدواسر و بني خالد وبني هاجر و العوازم وقد جرى خلال الاجتماع مناقشة الشؤون الداخلية و تفقد أحوال الرعية. [21]

### سبتمبر
- 1: بلدية الطائف تفتتح شارع في محلة السلامة بالإضافة إلى إنشاء دكاكين ومقاهي خاصة بالقرب من باب الريع .[22]
- 1: أهالي جيزان يقدمون تبرعات مادية إلى دار للأيتام بمبلغ إجمالي يصل غلى 184 ريال عربي و 66 ريال فرنسي فضه، منها 50 ريال من الأمير محمد بن عبدالعزيز الماضي، 40 ريال فرنسي من الشيخ أحمد بهكال، 10 ريال عربي من الشيخ محمد قدس، 10 ريال عربي من السيد عمر العطاس، 10 ريال عربية من الشيخ عيسى فتح الدين، 10 ريال عربي من الشيخ حمد البسام، 5 ريال عربي من الشيخ حمد اليحيى، 5 ريال عربي من الشيخ محمد العثمي وأولاد أخيه و تقسمت بقية المبلغ على آخرين.[23]

## مواليد
- الأمير عبد الإله بن عبد العزيز آل سعود.
- الأمير ممدوح بن عبد العزيز آل سعود.
- عبد الحليم رضوي، فنان تشكيلي.[24]
- أبو بكر سالم بلفقيه، مغني وشاعر.
- محمد موسى السليم، فنان تشكيلي.[25]
- محمد بن حسن الدريعي، داعية وأكاديمي.

## وفيات
- صالح بن ابراهيم بن سبعان، أحد رجال الملك عبدالعزيزالذين شاركوا معه في فتح الرياض.[26]